# Raymond Vande Venne
Raymond Charles Vande Venne (Zwevegem, 23 november 1843 - 4 maart 1926) was een Belgisch volksvertegenwoordiger en senator.

## Levensloop
Raymond Vande Venne was een zoon van Charles François Vande Venne, notaris en burgemeester (1840-1887) van Zwevegem en broer van Charles Vande Venne, de eigenaar van de Kortrijkse Bloemmolens. Hij promoveerde tot doctor in de rechten (1867) en kandidaat notaris (1869) aan de Universiteit van Luik en volgde in 1870 zijn vader op als notaris. Hij trouwde met Bertha Lauwick.
Van 1900 tot 1907 was hij gemeenteraadslid van Zwevegem en voorzitter van de lokale mutualiteit De Voorzienigheid.
In 1900 werd hij verkozen tot liberaal volksvertegenwoordiger voor het arrondissement Kortrijk en vervulde dit mandaat tot in 1911. Hij werd vervolgens verkozen tot senator en bekleedde dit ambt tot in 1921.
Hij was betrokken bij de oprichting van de École laïque pour filles in de Voorstraat. Zelf gaf hij er lessen stenografie.
In de schuttersgilde Sint-Joris (Parc Saint-Georges) was hij deken van 1906 tot kort voor zijn dood.